# ونسلي كريستوف
ونسلي كريستوف (بالإنجليزية: Wensley Christoph)‏ (مواليد 9 ديسمبر 1984 في باراماريبو) لاعب كرة قدم سورينامي دولي يجيد اللعب في خط الهجوم . يلعب حاليا لصالح نادي ترانسفال السورينامي .

## روابط خارجية
- ونسلي كريستوف على موقع الاتحاد الدولي (مؤرشف)  (الإنجليزية)
- ونسلي كريستوف على موقع قاعدة بيانات كرة القدم.إي يو (الإنجليزية)
- ونسلي كريستوف على موقع ناشيونال فوتبول تيمز (الإنجليزية)
- ونسلي كريستوف على موقع عالم كرة القدم.نت (الإنجليزية)